# Флорес, Силия
Силия Флорес (исп. Cilia Flores, род. 1 января 1953, Тинакильо, Кохедес, Венесуэла) — венесуэльский политический деятель. Жена президента Венесуэлы Николаса Мадуро.

## Биография
Участница Единой социалистической партии Венесуэлы (ЕСПВ), и член Национального собрания Венесуэлы с 2000 года. Занимала должность генерального прокурора страны.
В качестве адвоката принимала участие в процессе по делу о попытке переворота во главе с Уго Чавесом, в 1994 году добилась освобождения Чавеса.
В ходе процесса познакомилась и вступила в гражданский брак с Николасом Мадуро. С 15 июля 2013 состоит с президентом Венесуэлы Мадуро в официальном браке. У неё двое детей от первого брака.
В мае 2018 года Канада ввела санкции против Силии Флорес и ещё 13 близких к Мадуро человек.
В сентябре 2018 года США ввели санкции против Силии Флорес и ещё 5 граждан Венесуэлы.